# Championnat du Mexique de football 1945-1946
Navigation
Saison précédente Saison suivante
La Primera División 1945-1946 est la troisième édition de la première division mexicaine.
Lors de ce tournoi, le Real Club España a tenté de conserver son titre de champion du Mexique face aux quinze meilleurs clubs mexicains.
Chacun des seize clubs participant au championnat était confronté deux fois aux quinze autres.

## Les 16 clubs participants
| \| Mexico: Club América CF Asturias CF Atlante Real Club España Club Deportivo Marte Guadalajara: CF Atlas Chivas de Guadalajara Oro de Jalisco CF Monterrey Deportiva Orizabeña Moctezuma de Orizaba Deportivo Veracruz CF Puebla CF Tampico FC León San Sebastián de León Mexico Guadalajara \| Localisation des clubs engagés dans le championnat. |
| Mexico: Club América CF Asturias CF Atlante Real Club España Club Deportivo Marte Guadalajara: CF Atlas Chivas de Guadalajara Oro de Jalisco CF Monterrey Deportiva Orizabeña Moctezuma de Orizaba Deportivo Veracruz CF Puebla CF Tampico FC León San Sebastián de León Mexico Guadalajara                                                           |

| Club                       | Stade                           | Capacité          | Ville       |
| Club América               | Parque Asturias                 | 25 000            | Mexico      |
| CF Asturias (en)           | Parque Asturias                 | 25 000            | Mexico      |
| CF Atlante                 | Stade inconnu                   | Capacité inconnue | Mexico      |
| CF Atlas                   | Stade Felipe Martínez Sandoval  | 10 000            | Guadalajara |
| Real Club España           | Parque España y Club Reforma    | 1 000             | Mexico      |
| Chivas de Guadalajara      | Stade Felipe Martínez Sandoval  | 10 000            | Guadalajara |
| Oro de Jalisco             | Stade Felipe Martínez Sandoval  | 10 000            | Guadalajara |
| FC León                    | Stade inconnu                   | Capacité inconnue | León        |
| San Sebastián de León (en) | Stade La Martinica              | 11 000            | León        |
| Club Deportivo Marte       | Stade inconnu                   | Capacité inconnue | Mexico      |
| CF Monterrey               | Stade inconnu                   | Capacité inconnue | Monterrey   |
| Deportiva Orizabeña (en)   | Stade Socum                     | 7 000             | Orizaba     |
| Moctezuma de Orizaba (en)  | Stade Moctezuma                 | Capacité inconnue | Orizaba     |
| CF Puebla                  | Stade inconnu                   | Capacité inconnue | Puebla      |
| CF Tampico                 | Stade inconnu                   | Capacité inconnue | Tampico     |
| Deportivo Veracruz         | Parc Deportivo Veracruzano (en) | 12 000            | Veracruz    |

## Compétition
Les seize équipes s'affrontent à deux reprises selon un calendrier tiré aléatoirement.
Le classement est établi sur l'ancien barème de points (victoire à 2 points, match nul à 1, défaite à 0).
Le départage final se fait selon les critères suivants si le titre ou la relégation sont en jeu :
- Le nombre de points.
- Un match de départage.

Sinon le départage final se fait selon les critères suivants :
- Le nombre de points.
- La différence de buts générale.
- La différence de buts particulière.
- Le nombre de buts marqué à l'extérieur.
- Le tirage au sort.

### Classement
| Rang | Équipe                     | Pts | J  | G  | N | P  | Bp  | Bc  | Diff |
| ---- | -------------------------- | --- | -- | -- | - | -- | --- | --- | ---- |
| 1    | Deportivo Veracruz         | 45  | 30 | 20 | 5 | 5  | 105 | 52  | +53  |
| 2    | CF Atlante                 | 42  | 30 | 20 | 2 | 8  | 121 | 80  | +41  |
| 3    | CF Puebla                  | 38  | 30 | 17 | 4 | 9  | 85  | 48  | +37  |
| 4    | FC León                    | 38  | 30 | 17 | 4 | 9  | 58  | 40  | +18  |
| 5    | Oro de Jalisco             | 38  | 30 | 17 | 4 | 9  | 83  | 61  | +22  |
| 6    | Moctezuma de Orizaba (en)  | 33  | 30 | 15 | 3 | 12 | 85  | 69  | +16  |
| 7    | Real Club España (T)       | 32  | 30 | 15 | 2 | 13 | 91  | 68  | +23  |
| 8    | Deportiva Orizabeña (en)   | 32  | 30 | 14 | 4 | 12 | 49  | 52  | -3   |
| 9    | CF Atlas (C)               | 31  | 30 | 13 | 5 | 12 | 71  | 69  | +2   |
| 10   | CF Asturias (en)           | 28  | 30 | 12 | 4 | 14 | 71  | 74  | -3   |
| 11   | Chivas de Guadalajara      | 27  | 30 | 11 | 5 | 14 | 60  | 64  | -4   |
| 12   | Club Deportivo Marte       | 25  | 30 | 9  | 7 | 14 | 67  | 87  | -20  |
| 13   | CF Tampico                 | 21  | 30 | 9  | 3 | 18 | 61  | 97  | -36  |
| 14   | Club América               | 19  | 30 | 7  | 5 | 18 | 71  | 101 | -30  |
| 15   | San Sebastián de León (en) | 15  | 30 | 5  | 5 | 20 | 46  | 87  | -41  |
| 16   | CF Monterrey               | 14  | 30 | 5  | 4 | 21 | 58  | 133 | -75  |

| Légende : Abréviations | Légende : Abréviations                                            |
| ---------------------- | ----------------------------------------------------------------- |
|                        | (T) : Tenant du titre (C) : Vainqueur de la Copa México 1945-1946 |

## Bilan du tournoi
| Tableau d'Honneur    |                    |
| Compétition          | Vainqueur          |
| Primera División     | Deportivo Veracruz |
| Copa México          | CF Atlas           |
| Campeón de Campeones | CF Atlas           |

Lors d'un déplacement à Guadalajara, le bus du CF Monterrey a eu un accident et deux de leurs joueurs ont été tués. À la suite de cette tragédie, le club a décidé de se retirer de la compétition.